# Doris Thalmer
Doris Thalmer, auch Dora Thalmer und Doris Thalmer-Grabley, geboren als Theodora Thalmessinger (* 20. Juli 1907 in Frankfurt am Main; † 9. Oktober 1998 in Bad Saarow) war eine deutsche Schauspielerin zur Zeit der Weimarer Republik und bei der DEFA.

## Leben und Wirken
Theodora Thalmessinger, Tochter eines Bankiers und einer Opernsängerin, war bereits als Heranwachsende an Berlins Theater der Kinder aufgetreten. Ihre professionelle künstlerische Arbeit begann sie 17-jährig in Bad Godesberg. Nachfolgende Bühnenstationen Thalmers waren Bremen (Stadttheater), ihre Heimatstadt Frankfurt am Main (wo sie am Neuen Theater unter der Oberspielleitung von Max Ophüls auftrat) und schließlich erneut Berlin, wo die blonde Künstlerin zunächst Beschäftigung an den Saltenburg-Bühnen fand. Zu Beginn der 1930er Jahre gehörten die Regisseure/Intendanten Victor Barnowsky und Erwin Piscator zu ihren wichtigsten Förderern. Dora Thalmer spielte jugendlich-komische, aber auch ernsthafte Charaktere. Man sah sie unter anderem als Rosalinde in Shakespeares Wie es euch gefällt, als Heilige Johanna im gleichnamigen Shaw-Drama und als Hannele in Gerhart Hauptmanns Hanneles Himmelfahrt.
Für die Rolle des Mariechen an der Seite Hertha Thieles in dem Jungmädchen-Drama Mädchen in Uniform holte die Regisseurin Leontine Sagan Dora Thalmer 1931 erstmals vor die Kamera. Auch in ihrem nächsten wichtigen Film Anna und Elisabeth, einem weiteren Frauendrama, war Hertha Thiele ihre Partnerin. Zu dieser Zeit hatten gerade die Nationalsozialisten die Macht übernommen. Die Jüdin wurde augenblicklich kaltgestellt und mit Auftrittsverbot belegt. Daraufhin tauchte Doris Thalmer in einem Dorf unter und lebte, vom Bürgermeister gedeckt, an der Seite ihres Mannes bis 1945 unerkannt als Bäuerin.
Nach dem Zweiten Weltkrieg kehrte Doris Thalmer zum Theater (Dresden, Potsdam, Ost-Berlin) zurück und setzte ihre Filmarbeit mit kleinen bis mittelgroßen Charakternebenrollen bei der DEFA fort. Bis ins hohe Alter sah man die Schauspielerin auch in einer Reihe von Fernsehproduktionen (z. B. Die grüne Mappe, Der Mörder, Hedda Gabler, Die Geschichte vom goldenen Taler, Die Sprache der Vögel und die Serie Spreewaldfamilie). Nach sechs Jahrzehnten vor der Kamera beendete Doris Thalmer 1991 ihre Filmtätigkeit.
1986 erhielt sie den Vaterländischen Verdienstorden in Gold.
Sie war 30 Jahre am Berliner Ensemble engagiert, wo sie in zahlreichen Nebenrollen mit Helene Weigel, Gisela May, Ekkehard Schall und anderen auf der Bühne am Schiffbauerdamm stand, zuletzt mit 86 Jahren im Kaukasischen Kreidekreis. Sie erteilte auch Schauspielunterricht und hat einige junge Schauspieler auf ihrer Theaterlaufbahn begleitet, so auch Franziska Troegner.

## Filmografie (Auswahl)
- 1931: Mädchen in Uniform
- 1932: Acht Mädels im Boot
- 1932: Der Rebell
- 1933: Anna und Elisabeth
- 1952: Geheimakten Solvay
- 1955: Thomas Müntzer – Ein Film deutscher Geschichte
- 1956: Die Millionen der Yvette
- 1959: Sommerwege (nicht aufgeführt)
- 1959: Kabale und Liebe
- 1960: Leute mit Flügeln
- 1960: Sommerwege (UA: 2014)
- 1962: … und deine Liebe auch
- 1963: Julia lebt
- 1965: Tiefe Furchen
- 1967: Der Staatsanwalt hat das Wort: Meine Schwester (TV-Reihe)
- 1968: Abschied
- 1970: Dr. med. Sommer II
- 1971: Zeit der Störche
- 1974: Looping
- 1974: Rückkehr als Toter (TV)
- 1974: Der Leutnant vom Schwanenkietz (TV)
- 1974: Der aufhaltsame Aufstieg des Arturo Ui (Theateraufzeichnung)
- 1975: Die unheilige Sophia (TV)
- 1975: Aus meiner Kindheit
- 1975: Steckbrief eines Unerwünschten (Fernsehfilm)
- 1976: Polizeiruf 110: Vorurteil? (TV-Reihe)
- 1977: Der Hasenhüter (TV)
- 1980: Hedda Gabler (Studioaufzeichnung Fernsehen)
- 1980: Die Verlobte
- 1982: Märkische Forschungen
- 1983: Polizeiruf 110: Der Selbstbetrug (TV-Reihe)
- 1983: Polizeiruf 110: Eine nette Person (TV-Reihe)
- 1984: Die Geschichte vom goldenen Taler (TV)
- 1985: Unternehmen Geigenkasten
- 1985: Polizeiruf 110: Treibnetz (TV-Reihe)
- 1987: Einzug ins Paradies (Fernsehserie)
- 1987: Die Alleinseglerin
- 1987: Einer trage des anderen Last …
- 1987: Mensch Hermann (Fernsehserie)
- 1987: Polizeiruf 110: Zwei Schwestern (TV-Reihe)
- 1988: Der Magdalenenbaum
- 1988: Felix und der Wolf
- 1988: Die Entfernung zwischen dir und mir und ihr
- 1989: Polizeiruf 110: Mitternachtsfall (TV-Reihe)
- 1990: Spreewaldfamilie
- 1990: Versteckte Fallen
- 1991: Jugend ohne Gott
- 1991: Wunderjahre

## Hörspiele
- 1982: Gisela Richter-Rostalski: Markos Geldschein – Regie: Norbert Speer (Kinderhörspiel – Rundfunk der DDR)

## Auszeichnungen
- 1985: Ehrenmitglied im Verband der Theaterschaffenden der DDR